# Гамбит Сальвио
Гамбит Сальвио — шахматный дебют, разновидность принятого королевского гамбита. Начинается ходами: 
 1. e2-e4 e7-e5 
 2. f2-f4 e5:f4 
 3. Кg1-f3 g7-g5 
 4. Сf1-c4 g5-g4 
 5. Кf3-e5.

## История
Дебют назван по имени итальянского шахматиста конца XVI — начала XVII века Алессандро Сальвио, хотя данное начало также встречалось в шахматных трактатах Джулио Полерио и Джоакино Греко. Впоследствии гамбит входил в дебютный репертуар Вильгельма Стейница. В современной турнирной практике встречается редко.

## Описание
Белые атакуют пункт f7, однако допускают шах ферзём на h4, вследствие чего современная теория расценивает гамбит Сальвио не вполне корректным продолжением, отдавая предпочтение в сложившейся позиции гамбиту Муцио. В то же время чёрные, несмотря на имеющиеся у них перспективы для развития атаки, не должны переоценивать свои возможности, так как при точной игре белые способны уравнять игру и перехватить инициативу. Возможное продолжение: 5. …Фd8-h4+ 6. Крe1-f1 Кg8-f6 7. Фd1-e1 с примерно равной игрой.

## Варианты
- 5. …Фd8-h4+ 6. Крe1-f1
  - 6. …Кg8-h6 7. d2-d4 f4-f3 — см. гамбит Зильбершмидта.
  - 6. …Кg8-h6 7. d2-d4 d7-d6 — контратака Андерсена.
  - 6. …f4-f3 — см. гамбит Кохрена.
  - 6. …Кb8-c6 — см. гамбит Герцфельда.
- 5. …Кg8-h6

## Примерные партии
- Джоакино Греко — NN, 1620[1]

1. e2-e4 e7-e5 2. f2-f4 e5:f4 3. Кg1-f3 g7-g5 4. Сf1-c4 g5-g4 5. Кf3-e5 Фd8-h4+ 6. Крe1-f1 Кg8-f6 7. Сc4:f7+ Крe8-d8 8. d2-d4 Кf6:e4 9. Фd1-e2 Кe4-g3+ 10. h2:g3 Фh4:h1+ 11. Крf1-f2 f4:g3+ 12. Крf2:g3 Фh1:c1 13. Кe5:c6+ Кb8:c6 14. Фe2-e8х
- NN — Джоакино Греко, 1620[2]

1. e2-e4 e7-e5 2. f2-f4 e5:f4 3. Кg1-f3 g7-g5 4. Сf1-c4 g5-g4 5. Кf3-e5 Кg8-h6 6. Кe5:g4 Кh6:g4 7. Фd1:g4 d7-d5 8. Фg4:f4 d5:c4 9. Фf4-e5+ Сc8-e6 10. Фe5:h8 Фd8-h4+ 11. Крe1-f1 Фh4-f4+ 12. Крf1-g1 Фf4:e4 13. h2-h3 Сe6-d5 14. Фh8-g8 f7-f5 15. Фg8-g3 f5-f4 16. Фg3-f3 Фe4-e1+ 17. Фf3-f1 Сc8-c5+ 18. Крg1-h2+ Фe1-g3х